# Abbott Lawrence

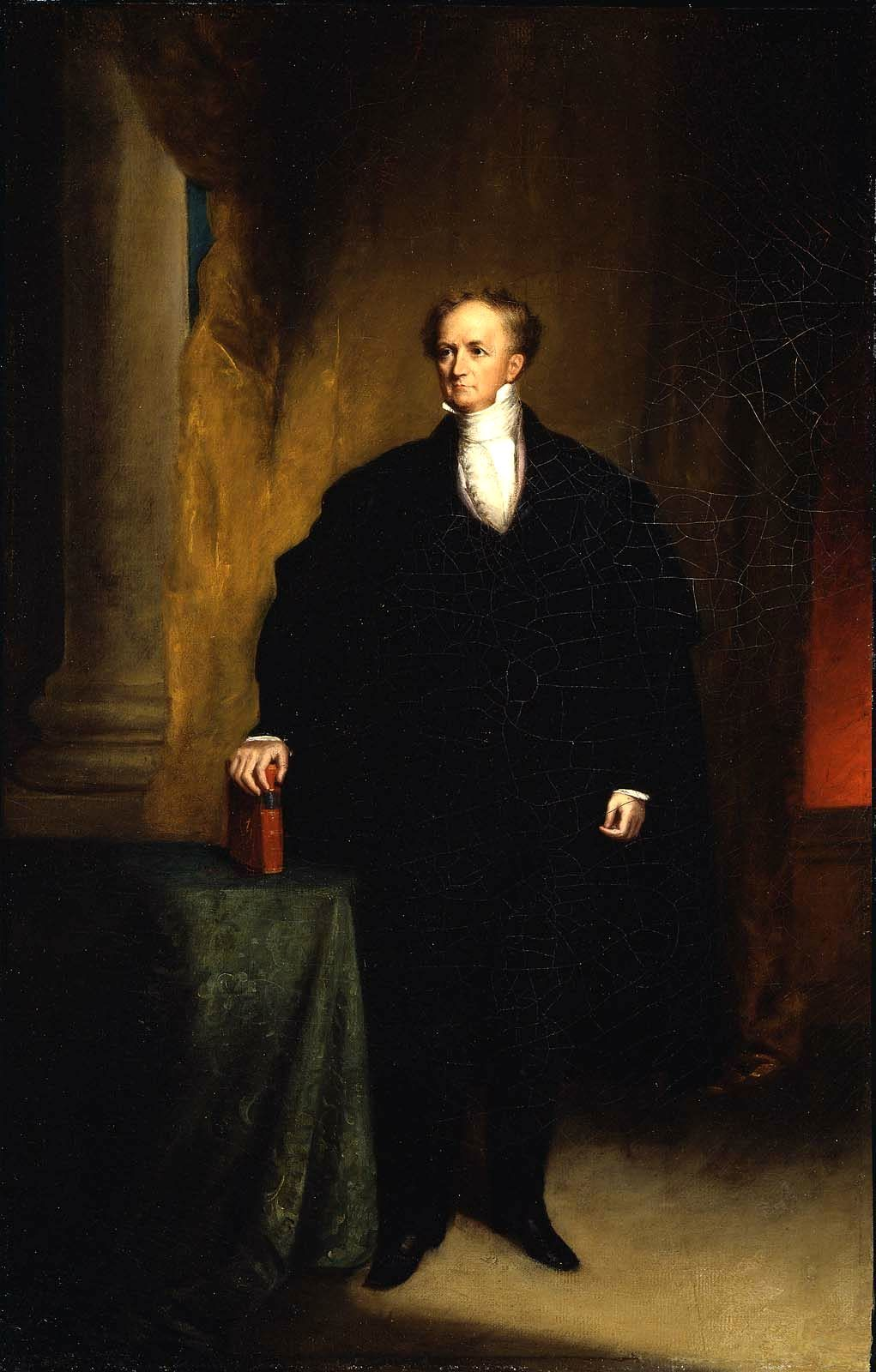
Abbott Lawrence (Gemälde von Chester Harding, etwa 1842)

Abbott Lawrence (* 16. Dezember 1792 in Groton, Massachusetts; † 18. August 1855 in Boston, Massachusetts) war ein US-amerikanischer Politiker. Zwischen 1835 und 1840 vertrat er zwei Mal den Bundesstaat Massachusetts im US-Repräsentantenhaus. Außerdem war er US-Gesandter im Vereinigten Königreich.

## Werdegang
Abbott Lawrence besuchte die Groton Academy. Später wurde er zusammen mit seinem Bruder Händler und Warenimporteur in Boston. Danach arbeiteten die Brüder auch in der Textilherstellung. In den 1820er Jahren schloss er sich der Bewegung gegen den späteren Präsidenten Andrew Jackson an und wurde Mitglied der kurzlebigen National Republican Party sowie später der 1835 gegründeten Whig Party. Im Jahr 1831 saß er im Stadtrat von Boston.
Bei den Kongresswahlen des Jahres 1834 wurde Lawrence im ersten Wahlbezirk von Massachusetts in das US-Repräsentantenhaus in Washington, D.C. gewählt, wo er am 4. März 1835 die Nachfolge von Benjamin Gorham antrat. Da er im Jahr 1836 auf eine weitere Kandidatur verzichtete, konnte er bis zum 3. März 1837 nur eine Legislaturperiode im Kongress absolvieren. Zwei Jahre später wurde er bei den Wahlen von 1838 erneut im ersten Distrikt seines Staates in den Kongress gewählt. Dort löste er am 4. März 1839 Richard Fletcher ab, der zwei Jahre zuvor sein Nachfolger geworden war. Lawrence übte sein Mandat bis zu seinem Rücktritt am 18. September 1840 aus.
1842 war Lawrence einer der Unterhändler bei der Festlegung der Grenze zu Kanada im Nordosten der Vereinigten Staaten. Im Mai 1844 war er Delegierter zur Whig National Convention in Baltimore. Im gleichen Jahr unterstützte er den letztlich erfolglosen Präsidentschaftswahlkampf von Henry Clay. 1847 wurde er in die American Academy of Arts and Sciences gewählt. Zwischen 1849 und 1852 war Abbott Lawrence als Nachfolger von George Bancroft amerikanischer Gesandter in London. Danach nahm er seine früheren Tätigkeiten in Boston wieder auf. Er gründete auch die der Harvard University angegliederte Lawrence Scientific School. Er starb am 18. August 1855 in Boston und wurde auf dem Mount Auburn Cemetery in Cambridge beigesetzt.